# Kerry Conran
Pour les articles homonymes, voir Conran.
Kerry Conran est un réalisateur américain. Il est né en 1964 à Flint, Michigan et a suivi les cours du California Institute of Arts.  
Il est scénariste et réalisateur de Capitaine Sky et le Monde de demain (Sky Captain and the World of Tomorrow) et a inventé la technologie d'image qui a servi pour faire le film. Il a d'abord réalisé un court-métrage de démonstration de six minutes sur son ordinateur. Ce court-métrage a retenu l'attention du producteur Jon Avnet qui a produit le film pour Paramount Pictures.
Son frère Kevin Conran est designer de production et des costumes sur le film, qui a été entièrement tourné sur fond bleu et se déroule dans des années 1930 très stylisées, créées entièrement par ordinateur.
Il a été annoncé comme réalisateur de l'adaptation cinématographique de John Carter of Mars d'Edgar Rice Burroughs. Mais le film est finalement réalisé par Andrew Stanton et produit par les studios Disney. 

## Filmographie
- 1998 : The World of Tomorrow (court-métrage)
- 2004 : Capitaine Sky et le Monde de demain (Sky Captain and the World of Tomorrow)